# Jacob Thurmann Ihlen
Jacob Thurmann Ihlen (Holmestrand, 17 maggio 1833 – Kristiania, 10 ottobre 1903) è stato un politico norvegese.

## Biografia
Era il figlio dell'armatore Nils Ihlen (1793-1865), e di sua moglie, Barbara Wincentz Thurmann (1800-1879). Aveva due fratelli: Niels e Wincentz. Era il nipote di Christian e Nils Claus Ihlen, e pronipote di Nils, Joakim e Alf Ihlen.
Nel febbraio 1868 sposò Ambroisine Pauline Rouquet e la coppia ebbe cinque figli. Una figlia, Celina, sposò Christian Pierre Mathiesen, e fu la madre di Haaken C. Mathiesen Jr. Un'altra figlia, Barbara, sposò Arthur Knagenhjelm. Un'altra figlia, Marie, sposò Jens Gran Gleditsch. Il figlio Jakob era un avvocato.

## Carriera
Dopo aver lavorato per tre anni come tirocinante in una società commerciale, nel 1859 si laureò in giurisprudenza e, nel 1863 iniziò a lavorare ai casi della Corte Suprema. Fu eletto al Parlamento norvegese nel 1883 e rieletto nel 1886, in rappresentanza di Kristiania e Hønefoss og Kongsvinger. Fu membro del consiglio comunale di Kristiania dal 1872.
Fu un cofondatore della Forsikringsselskapet Norden insieme a Carl Ferdinand Gjerdrum.